# Brownleea recurvata
Brownleea recurvata là một loài thực vật có hoa trong họ Lan. Loài này được Sond. mô tả khoa học đầu tiên năm 1846.